# Nesaea cordata
Nesaea cordata là một loài thực vật có hoa trong họ Lythraceae. Loài này được Hiern mô tả khoa học đầu tiên năm 1871.